# Johnny Marr
Johnny Marr, właśc. John Martin Maher (ur. 31 października 1963 w Manchesterze) – brytyjski muzyk, były gitarzysta i kompozytor grupy The Smiths. W 2010 roku gościnnie wystąpił jako gitarzysta w muzyce do filmu Incepcja, kompozytora Hansa Zimmera.

## Dyskografia

### The Smiths
wybrana dyskografia
- The Smiths (1984, Sire)
- Hatful of Hollow (1984, Sire)
- Meat Is Murder (1985, Sire)
- The Queen Is Dead (1986, Sire)
- The World Won't Listen (1987, Warner Music)
- Louder Than Bombs (1987, Sire)
- Strangeways, Here We Come (1987, Sire)
- Rank (1988, Sire)

### The The
- Mind Bomb (1989, Some Bizarre/Epic)
- Dusk (1993, Epic)

### Electronic
- Electronic (1991, Warner Bros.)
- Raise the Pressure (1996, Warner Bros.)
- Twisted Tenderness (1999, Koch International)

### Johnny Marr and The Healers
- Boomslang (2003, Artist Direct Records)

### Modest Mouse
- We Were Dead Before the Ship Even Sank (2007, Epic)

### The Cribs
- Ignore The Ignorant (2009, Wichita Recordings, Warner Bros. Records)

### Johnny Marr
- The Messenger (2013, New Voodoo, Warner Bros. Records)
- Playland  (2014, New Voodoo, Warner Bros)
- Adrenalin Baby - płyta live (2015, New Voodoo, Warner Bros)
- Call The Comet (2018, New Voodoo, Warner Bros)